# Ducati ST4
La Ducati ST4 è una moto da turismo sportivo prodotta dalla casa motociclistica italiana Ducati fra il 1999 e il 2003.

## Progetto e sviluppo
La ST4 era progettata sulla base della precedente Ducati ST2. Rispetto alla progenitrice, ha adottato soluzioni migliorative, derivate dalla Ducati 916, per telaio, forcella e motore (la ST2 montava un motore derivato dalla Ducati Paso). Grazie all'adozione del bicilindrico a L campione del mondo, la ST4 può erogare 105 cavalli a 9000 giri/min e raggiungere la velocità massima di 245 km/h. Per quanto riguarda le caratteristiche relative alle carenature e alla strumentazione, la ST4 è identica alla Ducati ST2.